# Oxira barlowi
Oxira barlowi là một loài bướm đêm trong họ Noctuidae.